# (S)-usnato reduttasi
La (S)-usnato reduttasi è un enzima appartenente alla classe delle ossidoreduttasi, che catalizza la seguente reazione:
nella direzione inversa, l' (S)-usnato è ridotto dal NADH mediante il taglio del legame etereo per formare un gruppo 7-idrossile